# Émile Lambinet

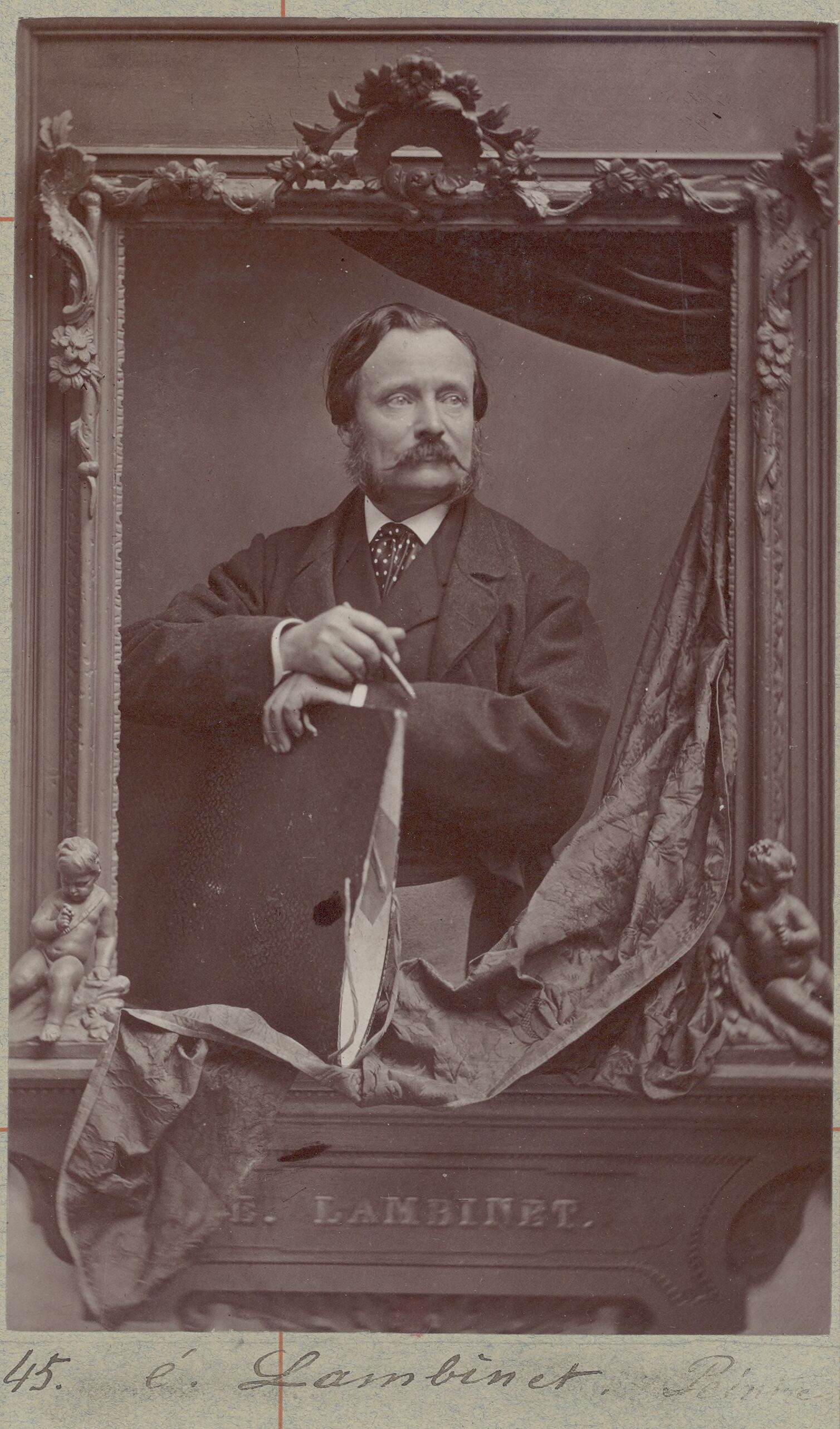
Émile Lambinet, Peintre – photographie, tirage de démonstration – Atelier Nadar

Émile Charles Lambinet (* 4. Januar 1815 in Versailles; † 7. Dezember 1877 in Bougival) war ein französischer Landschaftsmaler.

## Leben
Émile Lambinet erhielt seine künstlerische Ausbildung zunächst bei Antoine-Félix Boisselier, Michel-Martin Drolling und Horace Vernet. Später wurde er Schüler von Jean-Baptiste-Camille Corot, von dem er die Freilichtmalerei übernimmt. Émile Lambinet lebte lange Zeit in der Region Yvelines und ließ sich ab 1860 in Bougival nieder. Seine Werke zeigen vor allem Landschaften mit Gewässern wie Flüssen und Seen. Charakteristisch für seine Darstellungen sind idyllische Szenen mit Bauern und Vieh. David Bernard Dearinger bezeichnete ihn als Spezialisten der französischen Landschaftsmalerei. Émile Lambinet unternahm mehrere Reisen durch Europa und den Nahen Osten. 1856 besuchte er die Niederlande und arbeitete in Rotterdam und Delft.
Ab 1833 stellte Lambinet regelmäßig im Pariser Salon aus. Sein Bekanntheitsgrad beschränkte sich nicht auf Frankreich. Die amerikanische Kunstzeitschrift Crayon nannte ihn 1860 einen „bekannten und bewunderten Landschaftsmaler in den Vereinigten Staaten von Amerika“.Viele seiner Werke wurden von dem Kunsthändler J.A. Suydam in New York verkauft, so dass seine Gemälde heute in zahlreichen amerikanischen Museen vertreten sind. Zu seinen bekanntesten Schülern zählen Carl Peter Burnitz und Paul Lecomte. 1867 wurde Émile Lambinet mit dem Orden der Ehrenlegion ausgezeichnet.

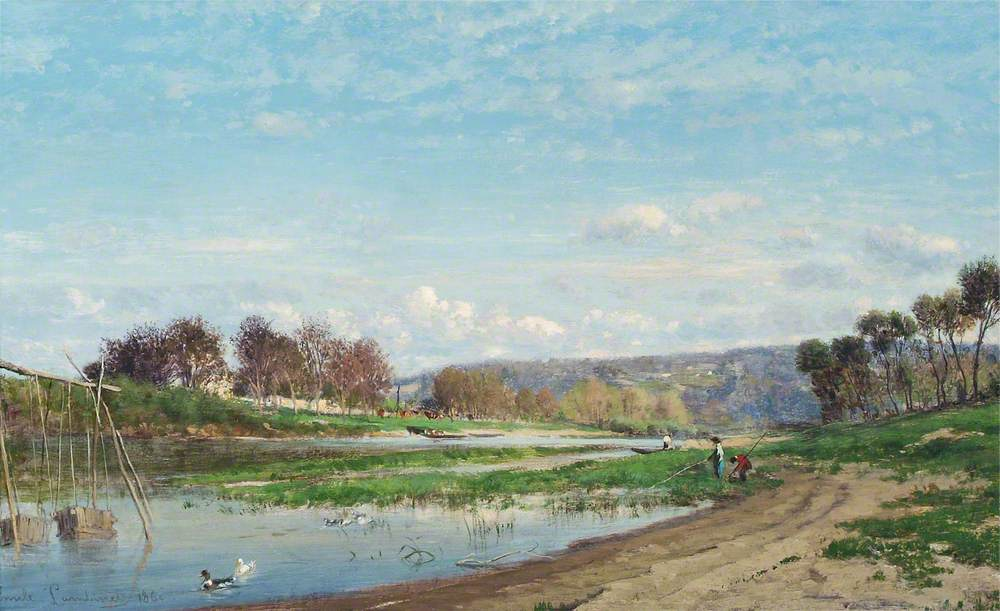
Emile Lambinet: An der Seine, 1860. Aberdeen Art Gallery

Sein Cousin Victor Lambinet, Magistrat und Kunstsammler, vermachte der Stadt sein Anwesen in Versailles, das heutige Musée Lambinet, das eine Sammlung von Werken Émile Lambinets beherbergt.